# Công tước phu nhân xứ Edinburgh
Công tước phu nhân xứ Edinburgh là tước hiệu dành cho vợ của Công tước xứ Edinburgh. Cho đến nay có tất cả 7 vị Công tước phu nhân xứ Edinburgh, trong đó có hai vị đồng thời cũng là Công tước phu nhân xứ Gloucester. Sau khi Quốc vương Charles III của Liên hiệp Anh và Bắc Ireland lên ngôi vào năm 2022, tước hiệu Công tước xứ Edinburgh đã sáp nhập vào Vương quyền.Theo nguyện vọng của cha mẹ, vào ngày 10 tháng 3 năm 2023, Charles III đã phong cho em trai út của mình là Vương tử Edward tước hiệu Công tước xứ Edinburgh. Do đó, vợ của Edward là Sophie cũng trở thành Công tước phu nhân xứ Edinburgh.

## Lần phong đầu tiên (Năm 1736)
Công tước phu nhân xứ Edinburgh là Công nữ Augusta của Sachsen-Gotha-Altenburgh. Auguta cũng là Thân vương phi xứ Wales từ năm 1736 đến 1751, với tư cách là vợ của Frederick của Đại Anh, Thân vương xứ Wales. Con trai cả của Augusta đã kế vị ông nội vào năm 1760 và được gọi là George III của Vương quốc Liên hiệp Anh và Ireland vì chồng của Augusta, Frederick đã qua đời 9 năm trước đó.

## Công tước phu nhân xứ Edinburgh và Gloucester
Năm 1764, George III của Liên hiệp Anh đã tấn phong cho em trai là William Henry của Đại Anh tước hiệu Công tước xứ Gloucester và Edinburgh. Hai năm sau đó, William Henry kết hôn với Maria Walpole, Quả phụ Bá tước phu nhân xứ Waldegrave, Maria do đó cũng trở thành Công tước phu nhân xứ Edinburgh. Sau khi William Henry qua đời, con trai của William Henry và Maria là William Frederick kế thừa tước vị của cha. Năm 1816, William Frederick kết hôn với Vương nữ Mary của Liên hiệp Anh và Hannover, do đó Mary trở thành Công tước phu nhân xứ Edinburgh. Hai vợ chồng không có con cái nên sau cái chết của William Frederick, tước hiệu trở về với Vương quyền.

## Lần phong thứ 2 (Năm 1874)
Hoàng nữ Mariya Aleksandrovna của Nga là con thứ năm và là con gái duy nhất còn sống của Sa hoàng Alexander II của Nga và Marie Maximiliane xứ Hessen và Rhein. Mariya cũng là em gái của Aleksandr III của Nga và là cô ruột của Nikolai II của Nga. Năm 1874, Mariya Aleksandrovna kết hôn với Vương tử Alfred của Liên hiệp Anh, Công tước xứ Edinburgh, con trai thứ hai của Victoria I của Liên hiệp Anh và Albrecht xứ Sachsen-Coburg và Gotha và là người duy nhất của Hoàng tộc Romanov kết hôn với Vương thất Anh. Vào tháng 8 năm 1893, Mariya Alekandrovna trở thành Công tước phu nhân xứ Sachsen-Coburg và Gotha khi chồng được thừa kế Công quốc sau cái chết của người bác là Ernst II xứ Sachsen-Coburg và Gotha.

## Lần phong thứ 3 (Năm 1947)
Elizabeth II là Nữ vương của Vương quốc Liên hiệp Anh và Bắc Ireland từ khi lên ngôi năm 1952 cho đến khi qua đời năm 2022. Chồng bà là Vương tôn Phiilippos của Hy Lạp và Đan Mạch, được phong làm Công tước xứ Edinburgh vào ngày 20 tháng 11 năm 1947, ngay trước lễ cưới của họ. Từ khi kết hôn cho đến khi lên ngôi Nữ vương, Elizabeth được phong là "Her Royal Highness The Princess Elizabeth, Duchess of Edinburgh." (Vương nữ Elizabeth, Công tước phu nhân xứ Edinburgh Điện hạ).
Sau cái chết của Vương phu Philip vào ngày 9 tháng 4 năm 2021, Charles, Thân vương xứ Wales đã kế thừa tước hiệu của cha mình. Do đó, vợ ông, Camilla trở thành Công tước phu nhân xứ Edinburgh. Sau cái chết của Elizabeth II, Camilla trở thành Vương hậu và các tước hiệu của chồng bà được hợp nhất vào Vương miện.

## Lần phong thứ 4 (Năm 2023)
Vào năm 1999, vào thời điểm diễn ra đám cưới của Vương tử Edward của Liên hiệp Anh và Sophie Rhys-Jones, đã có tuyên bố rằng Edward sẽ kế thừa cha mình cha mình trở thành Công tước xứ Edinburgh. Ngày 10 tháng 3 năm 2023, nhân dịp sinh nhật thứ 59, Quốc vương Vua Charles III đã tấn phong Edward thành Công tước xứ Edinburgh. Do đó Sophie cũng trở thành Công tước phu nhân xứ Edinburgh.

## Danh sách Công tước phu nhân xứ Edinburgh
| Tên                                | Chân dung | Sinh                 | Cha mẹ                                                                         | Phối ngẫu                                    | Kết hôn              | Trở thành Công tước phu nhân | Các tước hiệu khác | Thay đổi tước vị                     | Qua đời                        |
| ---------------------------------- | --------- | -------------------- | ------------------------------------------------------------------------------ | -------------------------------------------- | -------------------- | ---------------------------- | --- | ------------------------------------ | ------------------------------ |
| Augusta xứ Sachsen-Gotha-Altenburg |           | 30 tháng 11 năm 1719 | Friederich II xứ Sachsen-Gotha-Altenburg và Magdalena Augusta xứ Anhalt-Zerbst | Frederick, Thân vương xứ Wales               | 8 tháng 5 năm 1736   | 8 tháng 5 năm 1736           | Hầu tước phu nhân của Đảo Ely, Bá tước phu nhân xứ Eltham, Tử tước phu nhân xứ Launceston, Nam tước phu nhân xứ Snaudon | 31 tháng 3 năm 1751 (chồng qua đời)  | 8 tháng 2 năm 1772 (52 tuổi)   |
| Maria Walpole                      |           | 10 tháng 7 năm 1736  | Edward Walpole và Dorothy Clement                                              | William Henry của Đại Anh                    | 6 tháng 9 năm 1766   | 6 tháng 9 năm 1766           | Bá tước xứ Connaught | 25 tháng 8 năm 1805 (chồng qua đời)  | 22 tháng 8 năm 1807 (71 tuổi)  |
| Mary của Liên hiệp Anh và Hannover |           | 25 tháng 4 năm 1776  | George III của Liên hiệp Anh và Charlotte xứ Mecklenburg-Strelitz              | William Frederick xứ Gloucester và Edinburgh | 22 tháng 7 năm 1816  | 22 tháng 7 năm 1816          | Bá tước xứ Connaught | 30 tháng 11 năm 1834 (chồng qua đời) | 30 tháng 4 năm 1857 (81 tuổi)  |
| Mariya Aleksandrovna của Nga       |           | 17 tháng 10 năm 1853 | Aleksandr II của Nga và Marie Maximiliane xứ Hessen và Rhein                   | Alfred của Liên hiệp Anh                     | 23 tháng 1 năm 1874  | 23 tháng 1 năm 1874          | Bá tước phu nhân xứ Kent, Bá tước phu nhân Ulster                                                                       | 30 tháng 7 năm 1900 (chồng qua đời)  | 24 tháng 10 năm 1920 (67 tuổi) |
| Elizabeth II của Liên hiệp Anh     |           | 21 tháng 4 năm 1926  | George VI của Liên hiệp Anh và Elizabeth Bowes-Lyon                            | Philippos của Hy Lạp và Đan Mạch             | 20 tháng 11 năm 1947 | 20 tháng 11 năm 1947         | Bá tước phu nhân xứ Merioneth, Nam tước phu nhân Greenwich                                                              | 9 tháng 4 năm 2021                   | 8 tháng 9 năm 2022 (96 tuổi)   |
| Camilla Shand                      |           | 17 tháng 7 năm 1947  | Bruce Shand và Rosalind Cubitt                                                 | Charles III của Liên hiệp Anh                | 9 tháng 4 năm 2005   | 9 tháng 4 năm 2021           | Bá tước phu nhân xứ Merioneth, Nam tước phu nhân Greenwich                                                              | 8 tháng 9 năm 2022 (chồng lên ngôi)  | Còn sống                       |
| Sophie Rhys-Jones                  |           | 20 tháng 1 năm 1965  | Christopher Rhys-Jones và Mary O'Sullivan                                      | Edward của Liên hiệp Anh                     | 19 tháng 6 năm 1999  | 10 tháng 3 năm 2023          | Bá tước phu nhân xứ Wessex, Bá tước phu nhân xứ Forfar, Tử tước phu nhân Severn                                         | Đương nhiệm                          | Đương nhiệm                    |